# Liste der Monuments historiques in Frolois
Die Liste der Monuments historiques in Frolois führt die Monuments historiques in der französischen Gemeinde Frolois auf.

## Liste der Objekte
| Bezeichnung                             | Beschreibung                                             | Standort                               | Kennzeichnung | Schutzstatus | Datum | Bild |
| --------------------------------------- | -------------------------------------------------------- | -------------------------------------- | ------------- | ------------ | ----- | ---- |
| Pietà                                   | Stein, farbig gefasst, Mitte des 16. Jahrhunderts        | in der Kirche St-Martin (Lage)         | PM54000261    | Classé       | 1964  |      |
| Litre funéraire der Familie Haraucourt  | Wandgemälde, 1642                                        | in der Kirche St-Martin (Lage)         | PM54001554    | Inscrit      | 1997  |      |
| Skulptur Heilige Barbara                | Stein, farbig gefasst, um 1525                           | in der Kirche St-Martin (Lage)         | PM54000260    | Classé       | 1964  |      |
| Weihwasserbecken                        | Gusseisen, 15. Jahrhundert                               | in der Kirche St-Martin (Lage)         | PM54001133    | Classé       | 1908  |      |
| Skulptur Heiliger Nikolaus              | Stein, farbig gefasst, erste Hälfte des 16. Jahrhunderts | in der Kirche St-Martin (Lage)         | PM54000263    | Classé       | 1979  |      |
| Reliquienmonstranz                      | Silber, vergoldet, 1544                                  | in der Kirche St-Martin (Lage)         | PM54000259    | Classé       | 1960  |      |
| Grabstein eines Priesters               | Kalkstein, 1524                                          | in der Kirche St-Martin (Lage)         | PM54000262    | Classé       | 1972  |      |
| Altar und Skulptur Christus in der Rast | Kalkstein, Anfang des 16. Jahrhunderts                   | südlich des Ortes an der D 115B (Lage) | PM54001058    | Classé       | 1991  |      |